# Jacquinia roigii
Jacquinia roigii är en viveväxtart som beskrevs av Percy Wilson. Jacquinia roigii ingår i släktet Jacquinia och familjen viveväxter. Inga underarter finns listade i Catalogue of Life.